# Ouratea tatei
Ouratea tatei är en tvåhjärtbladig växtart som beskrevs av Henry Allan Gleason. Ouratea tatei ingår i släktet Ouratea och familjen Ochnaceae. Inga underarter finns listade i Catalogue of Life.